# Îles Cook
Pour les articles homonymes, voir Cook.
Îles Cook
(rar) Kūki 'Āirani 
(en) Cook Islands 
Les Îles Cook (en maori des îles Cook : Kūki 'Āirani ; en anglais : Cook Islands) sont un État du Sud-Ouest de l'océan Pacifique sud reconnu par l'Organisation des Nations unies mais non-membre de celle-ci, en libre association avec la Nouvelle-Zélande, à l'instar de Niue.
Il s'agit d'une monarchie parlementaire dont le territoire couvre l'archipel éponyme des Îles Cook, qui se compose de deux groupes contrastés : les îles méridionales, en anglais, Southern Cook Islands, d'origine volcanique pour la plupart et dont la principale est Rarotonga où se situe la capitale et plus grande ville Avarua, et les îles septentrionales, Northern Cook Islands, qui forment six atolls coralliens.
L'archipel a été nommé en l'honneur de James Cook, grand navigateur britannique, qui explora les îles en 1777.

## Géographie
Placées entre les 9e et 23e parallèles sud, les Îles Cook se divisent en deux parties distinctes : l'archipel méridional (Îles Cook du Sud), composé de neuf îles, et l'archipel septentrional (Îles Cook du Nord), dénombrant six îles.
Le premier de ces deux ensembles insulaires est situé à 1 067 km à l'est-sud-est de Niue et à 1 147 km à l'ouest-sud-ouest de Papeete, en Polynésie française. Le second est séparé de la capitale Avarua d'environ 1 200 km, distance mesurée depuis son île principale, Manihiki. Cette dernière île est d'autre part située à 1 179 km à l'est de Tokelau. Les deux archipels possèdent une géomorphologie variée : îles hautes, atolls surélevés ou simples atolls. Les Îles Cook font partie de la Polynésie occidentale.
On subdivise généralement l'archipel en deux sous-groupes.

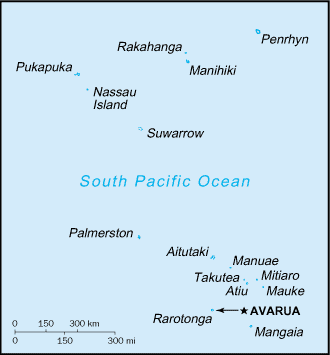
Carte des Îles Cook.

Les Îles Cook du Sud se composent des îles suivantes :
- Aitutaki ;
- Atiu ;
- Mangaia ;
- Manuae ;
- Mauke ;
- Mitiaro ;
- Palmerston ;
- Rarotonga ;
- Takutea.

Les Îles Cook du Nord comprennent les îles suivantes :
- Manihiki ;
- Nassau ;
- Penrhyn ;
- Pukapuka ;
- Rakahanga ;
- Suwarrow.

L'ensemble des terres émergées couvre environ 240 kilomètres carrés. La capitale, Avarua, est située dans l'île de Rarotonga.
La zone économique exclusive du pays couvre environ deux millions de kilomètres carrés.
L'archipel dispose de deux ports, Avarua et Avatiu, de 6 aérodromes dont un avec piste goudronnée, de 187 km de routes, dont 35 goudronnés.

## Histoire
Selon la tradition orale, les Îles Cook auraient été peuplées à partir du VIIIe siècle ou IXe siècle par vagues successives en provenance des Samoa, de l'archipel de la Société, des îles Tuamotu et sans doute également des îles Marquises et des îles Australes. Aucune trace archéologique probante antérieure à cette date n’a jusqu'en 2008 été mise à jour. Néanmoins, selon l'archéologue Patrick V. Kirch, certaines modifications environnementales observées sur les îles de Mangaia et d'Aitutaki et datant d'il y a 2 000 à 2 500 ans pourraient être d’origine humaine. Les Îles Cook furent également l'une des bases de départ des migrations polynésiennes vers la Nouvelle-Zélande. Ainsi celle du vaka Takitumu (Rarotonga) vers la fin du XIIIe siècle vers la côte est de l'île du Nord est-elle confirmée par la tradition orale et l'archéologie.

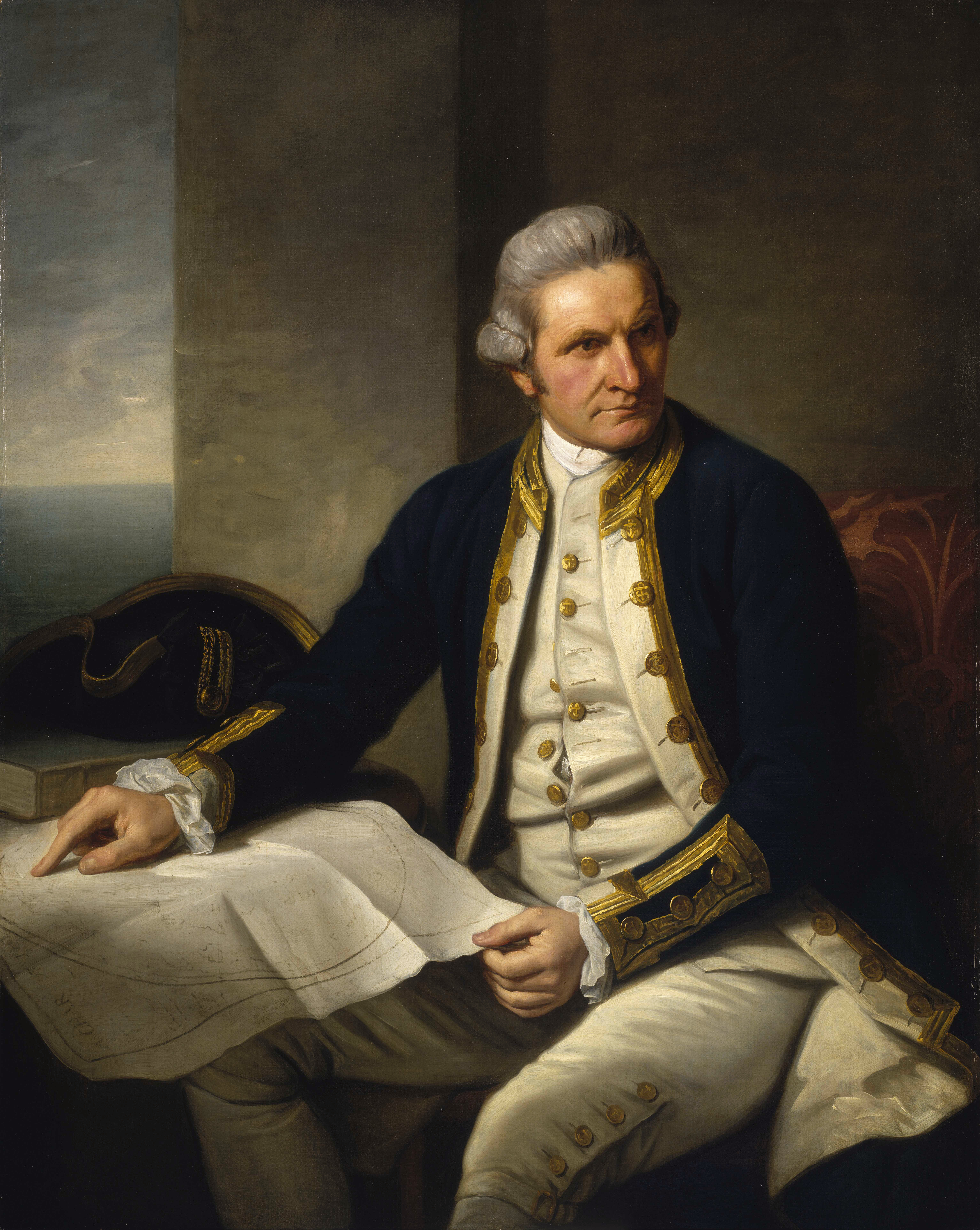
James Cook, explorateur britannique. L'archipel a été baptisé en son honneur.

Des navigateurs espagnols et portugais (Álvaro de Mendaña et Pedro Fernandes de Queirós) atteignirent les îles du sous-groupe nord à la fin du XVIe siècle et au début du XVIIe. Plus tard, les Britanniques explorèrent également la région et nommèrent l’île de Pukapuka Danger Island (1664). Au cours de sa deuxième circumnavigation, James Cook visita les îles de Manuae (septembre 1773) et Palmerston (juin 1774) puis, au cours de son troisième voyage, Mangaia et Atiu (mars 1777). En 1804, le nom d'Îles Cook fut employé pour la première fois par le navigateur Johann Adam von Krusenstern, mais seulement pour le sous-groupe méridional de l'archipel. Ce n'est qu'avec le protectorat britannique (1888) que l'archipel dans son ensemble fut officiellement baptisé ainsi après avoir porté un temps le nom d'îles Hervey.
Le missionnaire anglais John Williams, représentant de la London Missionary Society, y introduisit le christianisme (protestantisme) en déposant des catéchistes polynésiens, originaires des îles de la Société, d'abord sur l'île d'Aitutaki (1821) puis à Rarotonga (1823). Ce n'est qu'à partir de 1827 que des missionnaires blancs s'installèrent à demeure à Rarotonga : Charles Pitman, puis Aaron Buzacott (en). Comme dans les autres îles du Pacifique, les missionnaires ou pasteurs imposèrent aux insulaires leurs mœurs avec bien souvent la complicité des ariki (chefs) qui voyaient là un bon moyen de renforcer leur mana. C'est ainsi que tout un arsenal législatif connu sous le nom de blue laws (lois bleues) fut mis en place.
Les Européens amenèrent également des maladies, qui décimèrent la population māori de Rarotonga : celle-ci passa en quelques années de quelque 7 000 habitants à environ 2 000.
En 1843, alors que les Français venaient de prendre le contrôle des îles Marquises (1838) et du royaume de Tahiti (1842), les chefs et les pasteurs demandèrent la protection du gouvernement britannique pour les défendre en cas d’attaque française, mais celui-ci n’accéda à leur requête qu’en 1888 en instaurant un protectorat. Le résident britannique Frederick Joseph Moss imposa l’anglais dans l’Administration de l’archipel. Il tenta de faire de même dans le domaine de l'éducation en créant des écoles publiques venant concurrencer les écoles missionnaires. Laïc convaincu, Moss instaura la liberté religieuse ce qui permit l’installation au grand dam des pasteurs de la LMS, des églises catholiques (1896) et mormonnes.

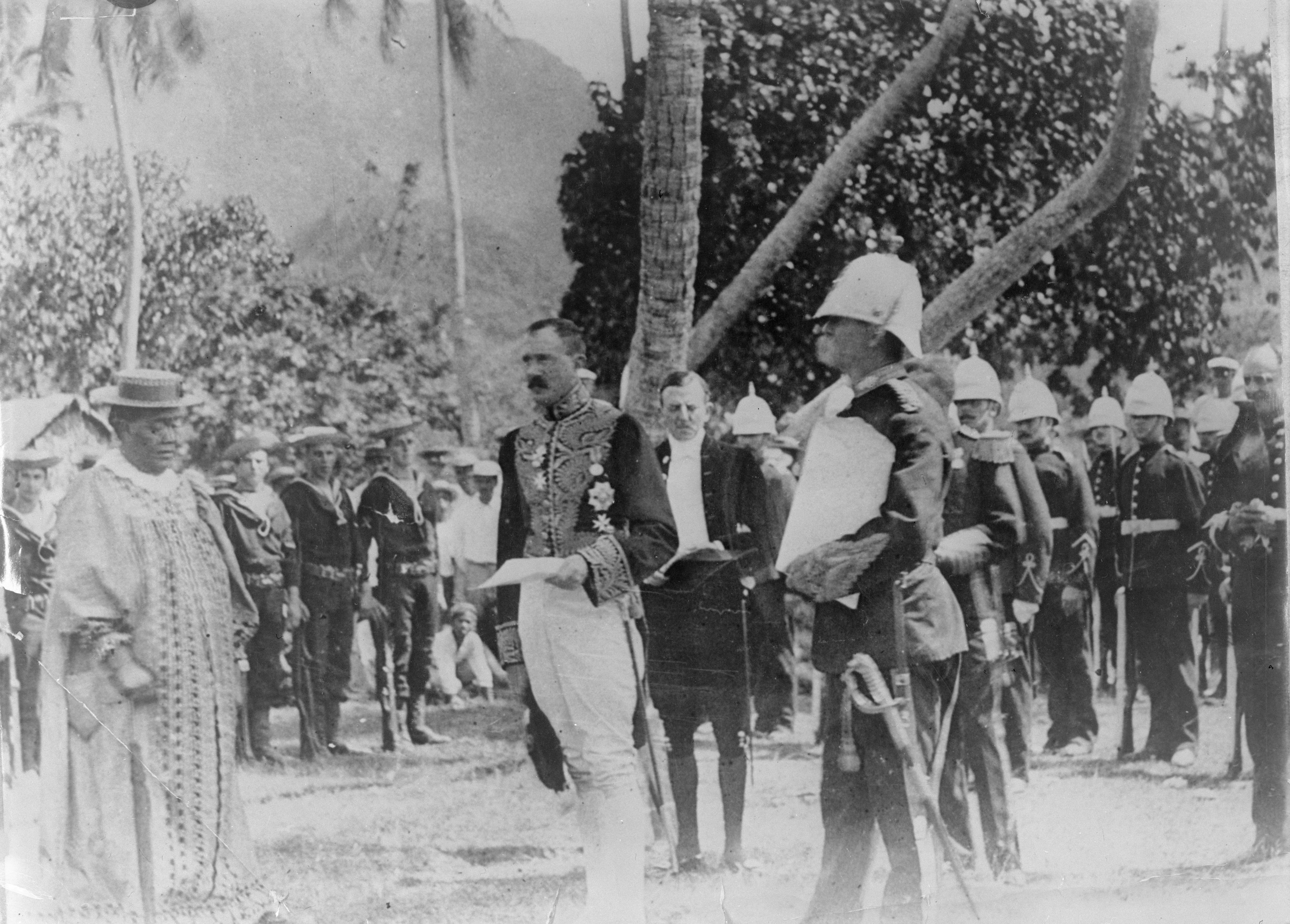
Le gouverneur-général, le seigneur Ranfurly, lit la proclamation d'annexion des Îles Cook à la reine Makea, en compagnie du résident britannique de Nouvelle-Zélande, Walter Gudgeon, le 7 octobre 1900.

Malgré l'insistance de la Nouvelle-Zélande, les Britanniques se montrèrent peu disposés à assumer le coût financier d'une annexion. En 1898, un Néo-Zélandais, le major Walter Edward Gudgeon fut nommé résident britannique en remplacement de Moss avec pour objectif de préparer la voie à une annexion directement néo-zélandaise. Ne souhaitant pas devenir la « colonie d'une colonie », la plupart des insulaires auraient préféré à l'époque une annexion par la Grande-Bretagne. Mais finalement après maintes palabres et menaces voilées, Gudgeon finit par convaincre les principaux ariki. Les Îles Cook furent officiellement annexées le 7 octobre 1900 par la Nouvelle-Zélande. L’année suivante, Niue subit le même sort.
En 1946, les habitants des Îles Cook purent élire leur propre Conseil législatif et participer davantage à l’administration de leur archipel. Après la Seconde Guerre mondiale, la Nouvelle-Zélande fit venir sur son territoire des milliers d’ouvriers en provenance non seulement des Îles Cook, mais aussi des îles Samoa, de Niue et des Tokelau. La Nouvelle-Zélande devint ainsi le pays hébergeant le plus grand nombre de Polynésiens ayant quitté leur île d’origine.
Au cours des années 1960, la renaissance culturelle polynésienne atteignit aussi l'archipel, ce qui incita le gouvernement à accorder aux Îles Cook un statut d'indépendance associée (self government) en instaurant une nouvelle constitution.
Les Îles Cook conservent depuis cette date d'étroits liens politiques et économiques avec la Nouvelle-Zélande. Ce statut particulier leur permet ainsi de recevoir une aide financière annuelle, alors que les insulaires sont automatiquement citoyens néo-zélandais. Cette aide varie selon les années entre 7 et 10 millions de dollars néo-zélandais soit environ entre 3 et 5 millions d'euros.
Les Îles Cook deviennent un pays indépendant et souverain le 4 août 1965.
En juin 2025, Le gouvernement néo-zélandais suspend son soutien financier aux Îles Cook en raison d'un accord de partenariat signé avec la Chine en 2025. Le gouvernement néo-zélandais affirme qu'il ne reviendra pas sur sa position tant que les Îles Cook n'auront pas pris de « mesures concrètes » pour rétablir leurs relations.

## Politique

### Institutions
Les Îles Cook bénéficient depuis la constitution du 4 août 1965 d'une très large autonomie politique vis-à-vis de la Nouvelle-Zélande, ayant le statut d'État associé. Elles ont la complète responsabilité pour gérer leurs affaires internes et, depuis 2001, également dans la conduite de leurs affaires étrangères. La déclaration commune du 6 avril 2001 stipule en effet que « les Îles Cook peuvent nouer des relations avec la Communauté internationale et agir en tant qu'État souverain et indépendant » (Joint Centenary declaration of the principles of the relationship between the Cook Islands and New Zealand 6, avril 2001.)

### Vie politique
Les trois partis politiques représentés au Parlement sont :
- Cook Islands Party ou CIP (Henry Puna),
- Democratic Party ou DP ou demo (Terepai Maoate),
- Mouvement pour l'unité des Îles Cook.

### Diplomatie des Îles Cook
Bien que les Îles Cook soient un État indépendant depuis 1965, la défense et les affaires étrangères sont gérées par la Nouvelle-Zélande. Néanmoins, les Îles Cook ont depuis les années 1980 souhaité obtenir une plus grande autonomie en matière de gestion de leurs affaires extérieures. Elles ont conclu depuis cette date des accords diplomatiques avec une vingtaine de pays.
Le pays n'est pas membre de l'Organisation des Nations unies mais est reconnu comme « État non-membre » par celle-ci depuis 1994. Il est reconnu indépendant par les États-Unis le 25 septembre 2023.

## Économie
Comme pour d'autres nations de l'océan Pacifique sud, l'économie des Îles Cook souffre de l'isolement du pays, du manque de ressources naturelles, d'infrastructures déficientes, sans compter les accidents climatiques qui dévastent régulièrement la région.

## Démographie
Le recensement a lieu aux Îles Cook tous les cinq ans. Celui de décembre 2006 donna un total de 19 569 résidents, soit une hausse de 8,6 % par rapport au recensement de 2001. Le dernier recensement a eu lieu en 2011. À cette date, le pays comptait 21 923 habitants, ce qui en fait l'un des États indépendants les moins peuplés du monde.
La population des Îles Cook est inégalement répartie. En effet, l'île de Rarotonga regroupe 14 153 habitants, soit 80 % de la population du pays, tandis que la plupart des autres îles n'excèdent guère la barre des 1 000 habitants.
Les tendances démographiques sont aussi très hétérogènes. Tandis que certaines îles du pays voient leur population augmenter (comme Rarotonga, qui a vu sa population augmenter de 16,1 % entre 2001 et 2006 ou encore Aitutaki, qui a connu une hausse de plus de 12 % sur la même période), d'autres voient leur population diminuer de manière très critique (Manihiki, Pukapuka et les Ngaputoru en sont les exemples les plus probants).

## Environnement
Le 29 août 2012, le pays annonce son intention de créer la plus grande réserve marine du monde sur 1,065 million de kilomètres carrés, soit environ la moitié de sa zone économique exclusive. Le parc marin, sous le nom de Marae Moana, est officiellement créé le 12 juillet 2017 mais son étendue est alors portée à l'intégralité de la zone économique exclusive, soit 1 900 000 km2.

## Sports
Le rugby à XIII est considéré comme le sport national des Îles Cook. Le jeu fut introduit officiellement en 1980, bénéficiant de la volonté de la fédération australienne d'y développer la pratique. De nombreux joueurs professionnels évoluant dans la NRL australienne sont originaires des Îles Cook, tels que Kevin Iro ou Matt Rua.
Quant à l'équipe des Îles Cook de football, elle est membre de la FIFA et de l'OFC depuis 1994.

## Culture
| Date                     | Nom                                                        |
| ------------------------ | ---------------------------------------------------------- |
| 1er janvier              | Nouvel an                                                  |
| le vendredi avant Pâques | Vendredi saint                                             |
| le lundi suivant Pâques  | Lundi de Pâques                                            |
| 25 avril                 | Journée de l'ANZAC (Australian and New Zealand Army Corps) |
| le premier lundi de juin | Anniversaire du roi                                        |
| 4 août                   | Journée de la Constitution                                 |
| 16 octobre               | Journée de l'Évangile, (te nuku)                           |
| 25 décembre              | Noël                                                       |
| 26 décembre              | Boxing Day                                                 |

## Cartes

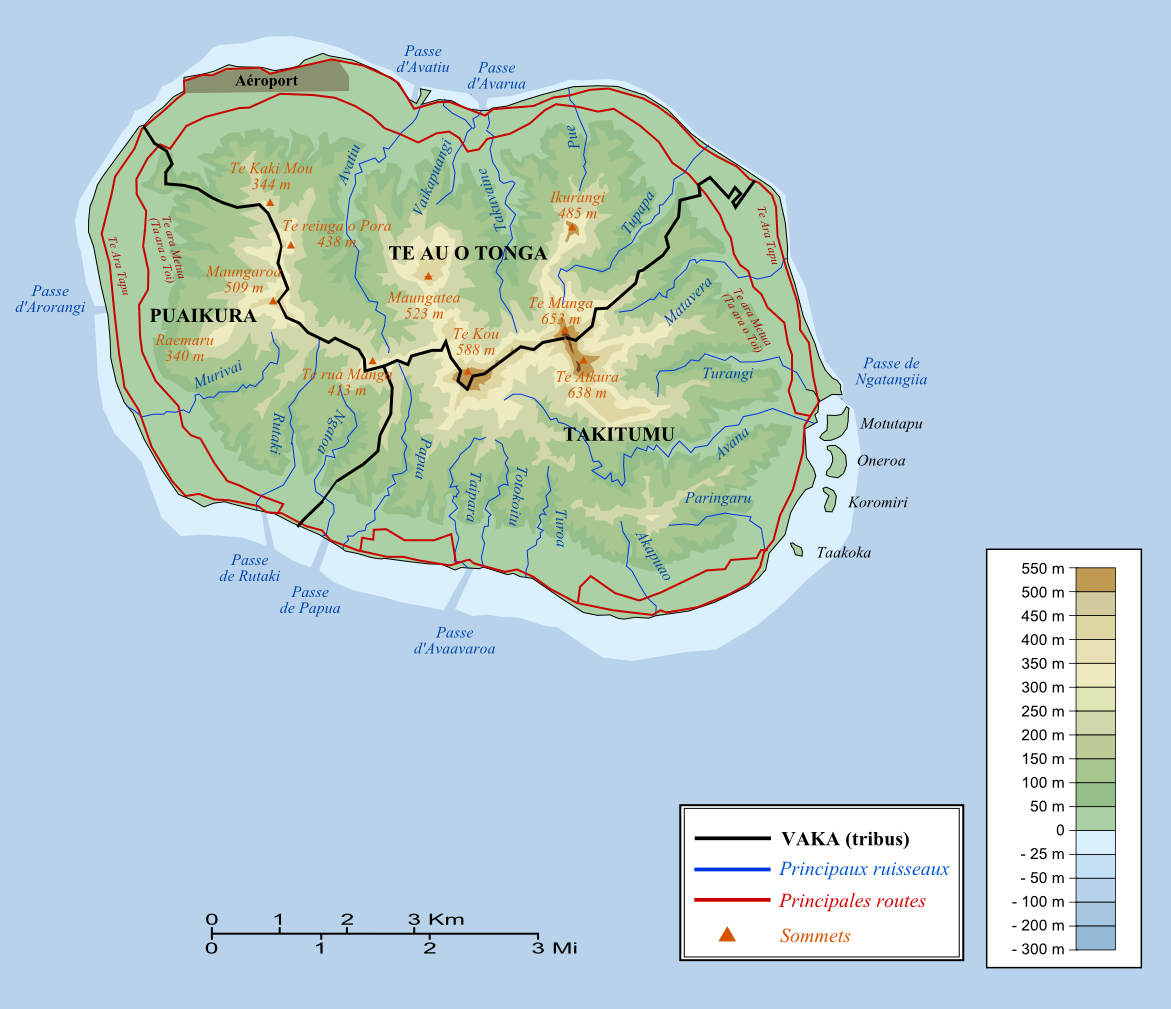
Carte de Rarotonga, où se trouve la capitale Avarua
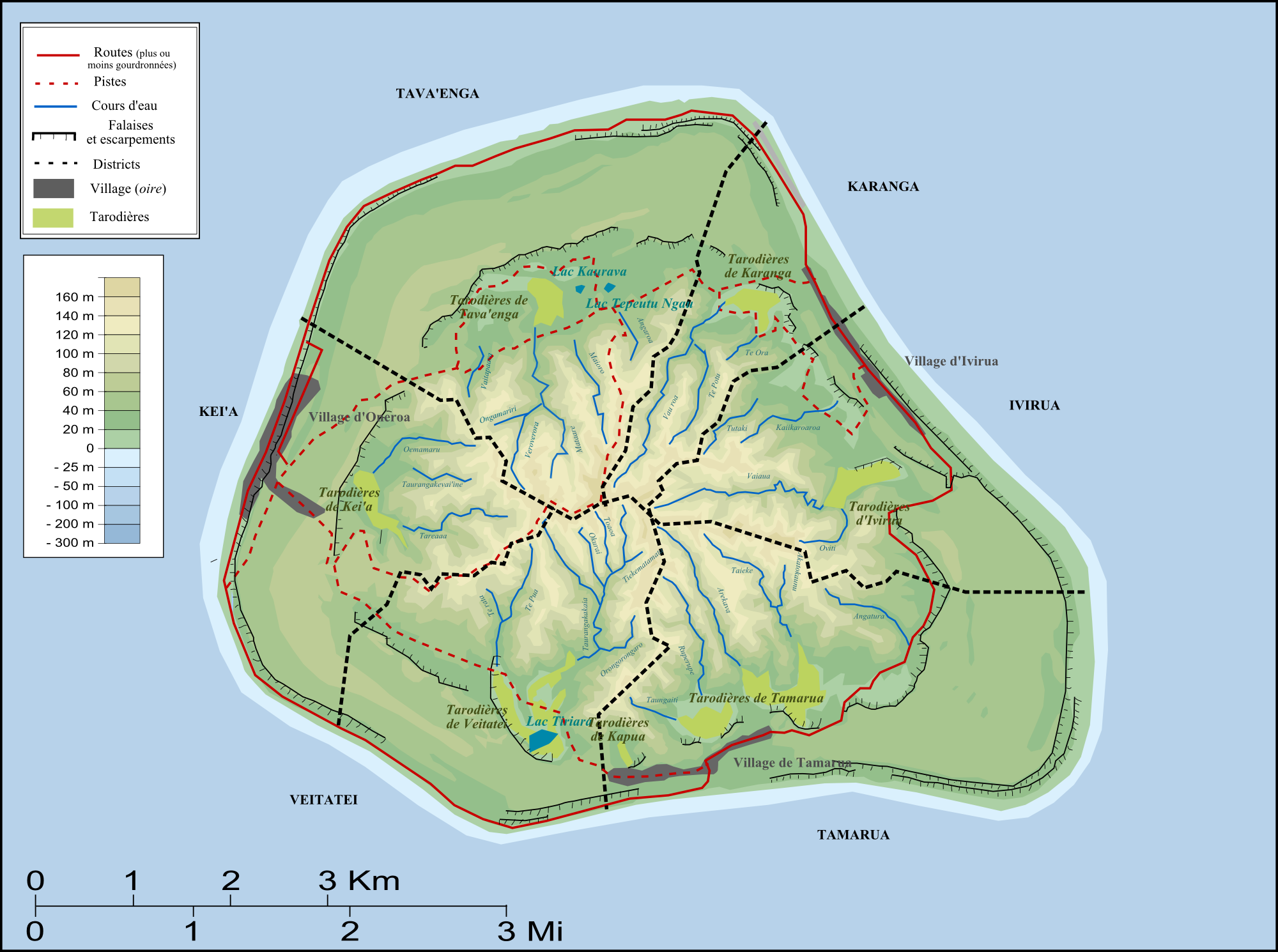
Carte de Mangaia
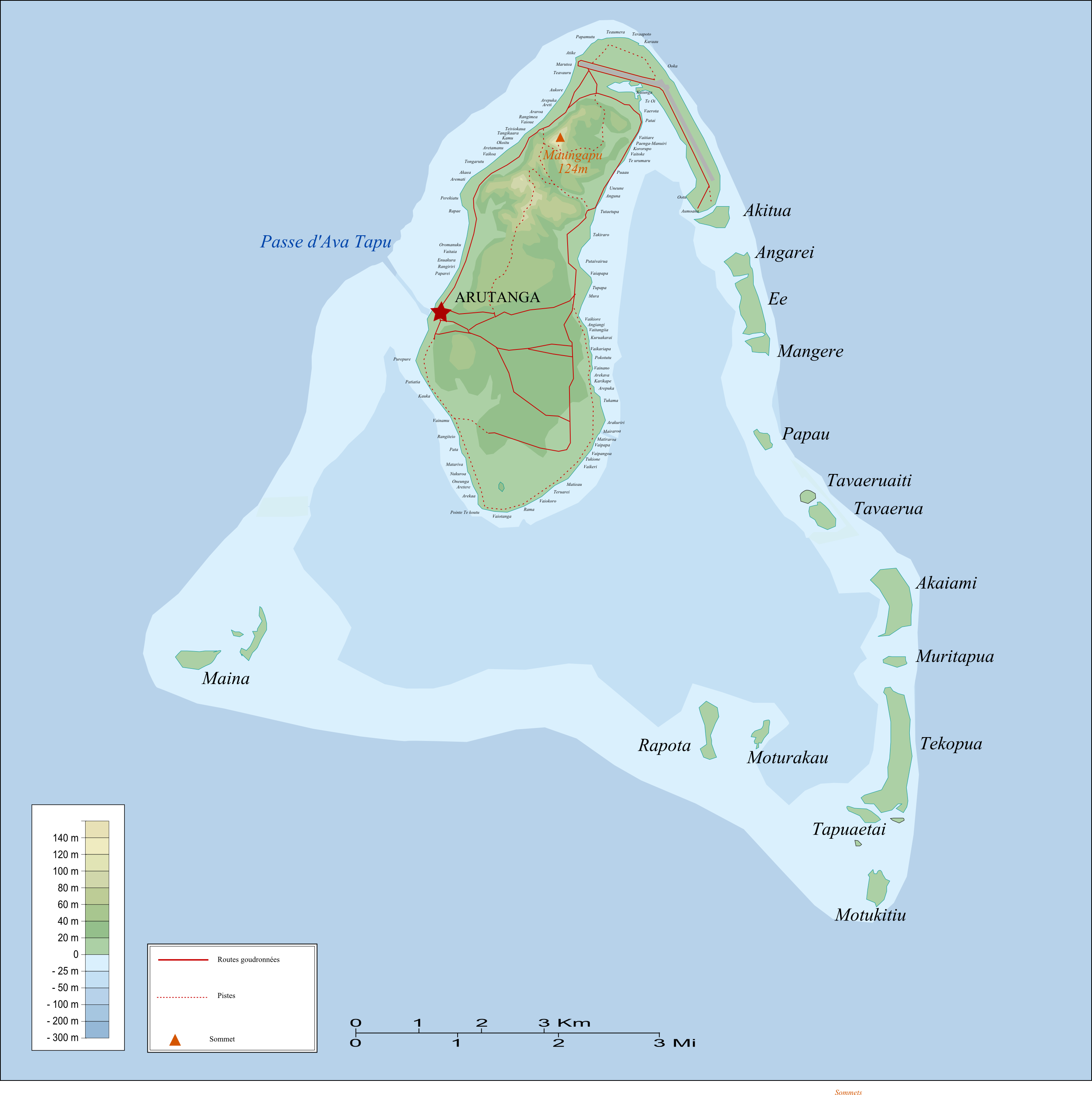
Carte d'Aitutaki
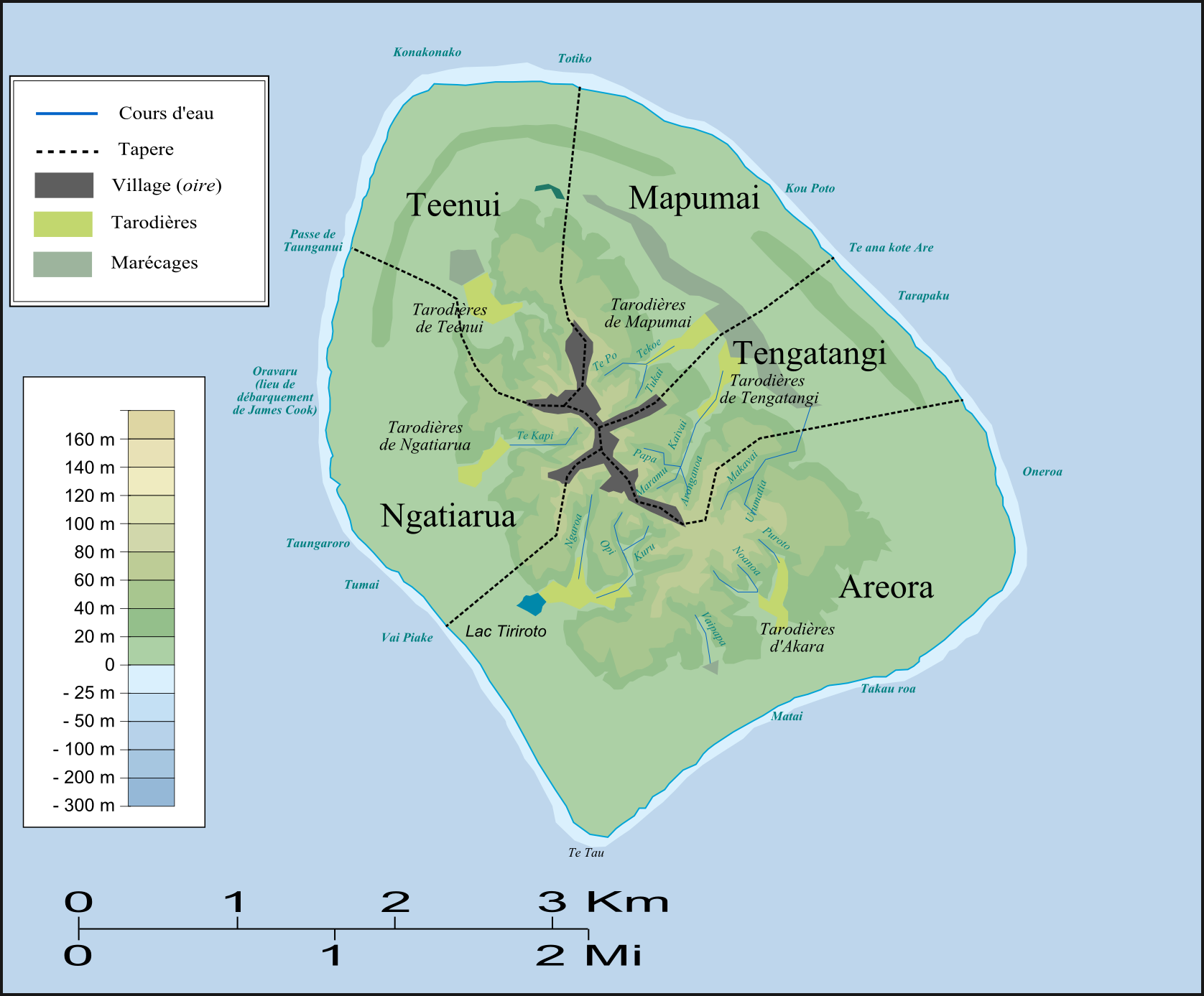
Carte d'Atiu
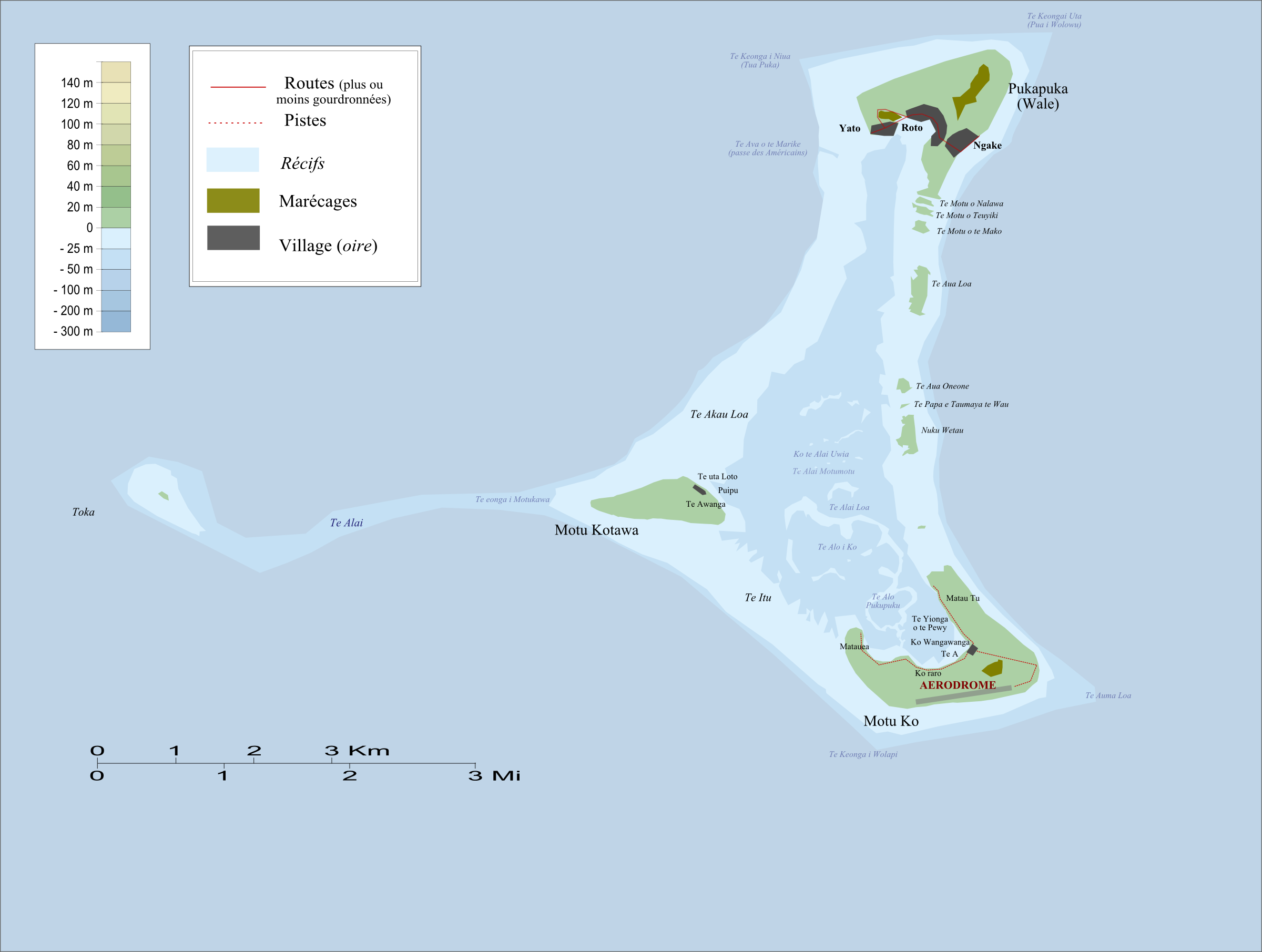
Carte de Pukapuka
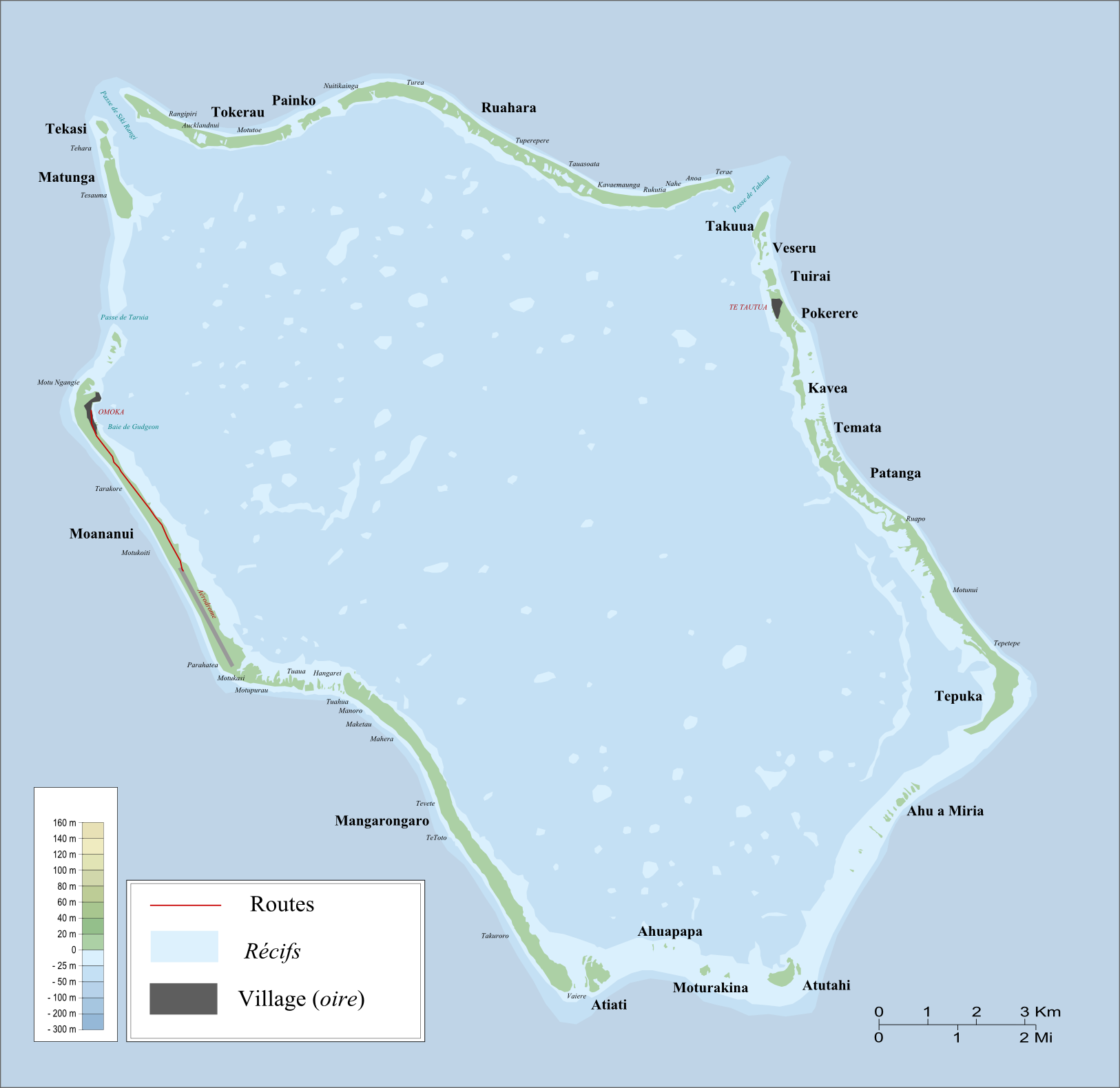
Carte de Penrhyn
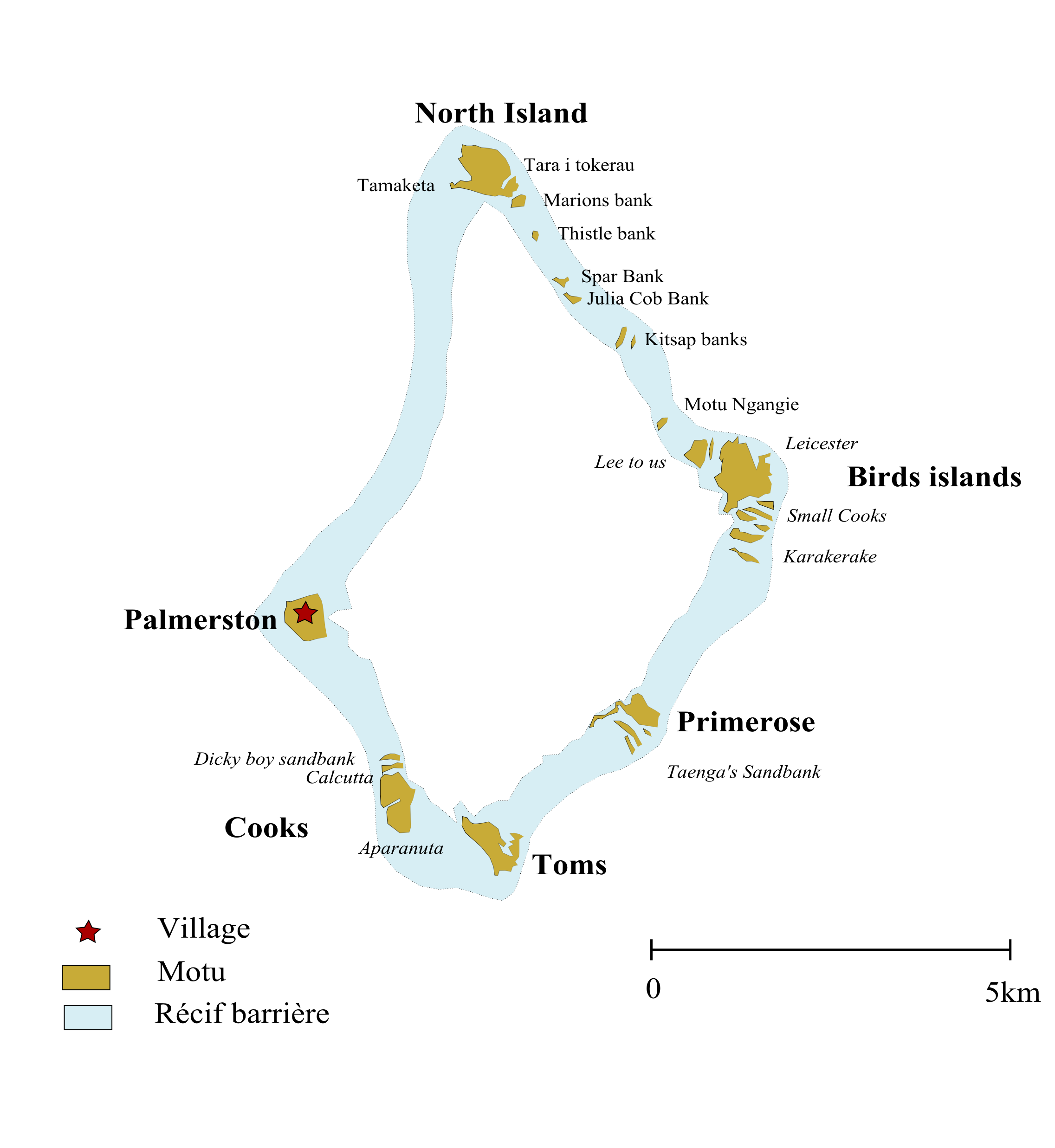
Carte de Palmerston
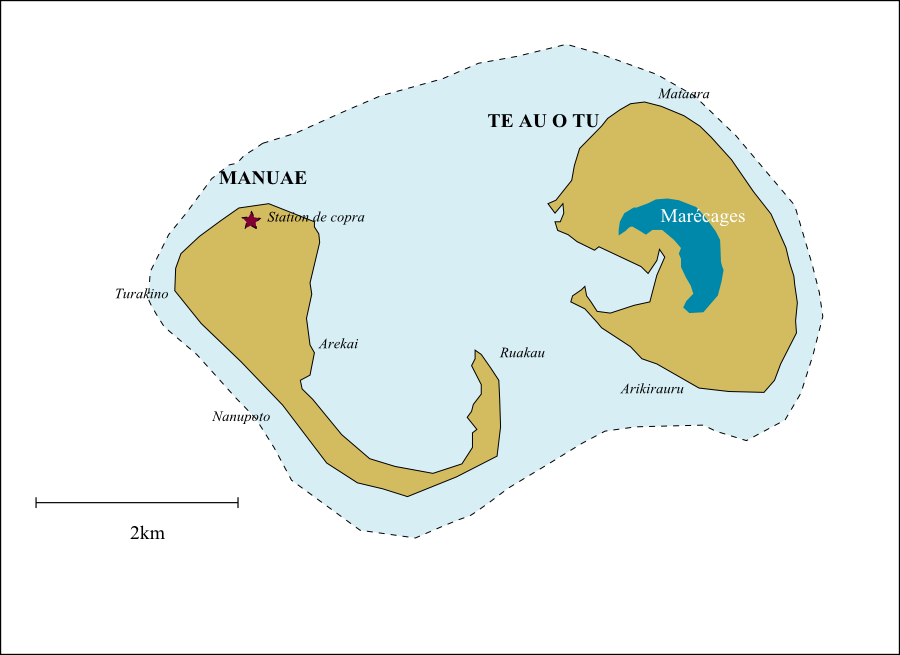
Carte de Manuae

## Galerie photo

### Rarotonga

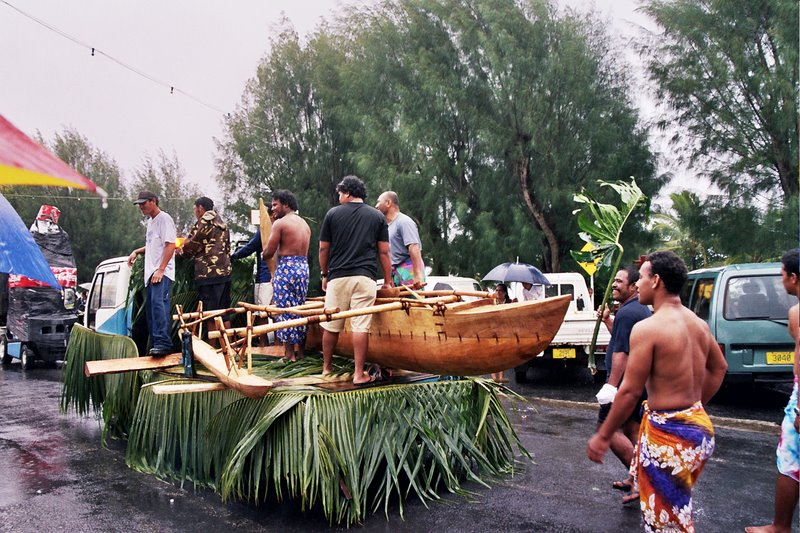
Parade du Maeva Nui (fête de la Constitution)
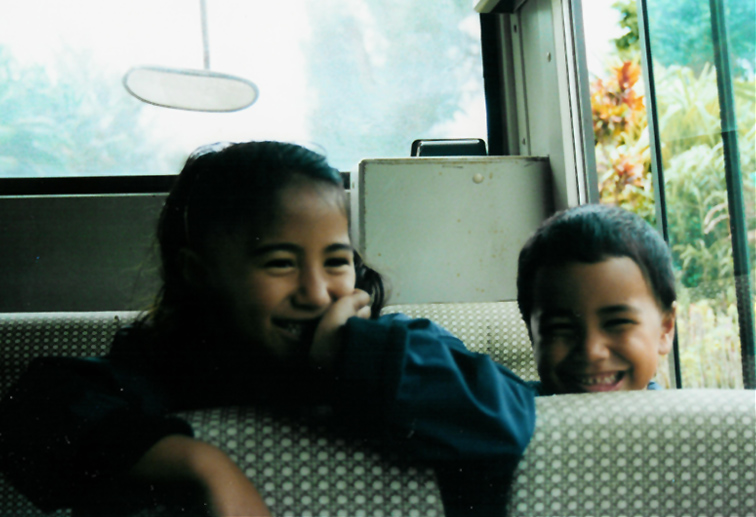
Enfants dans la navette circulaire
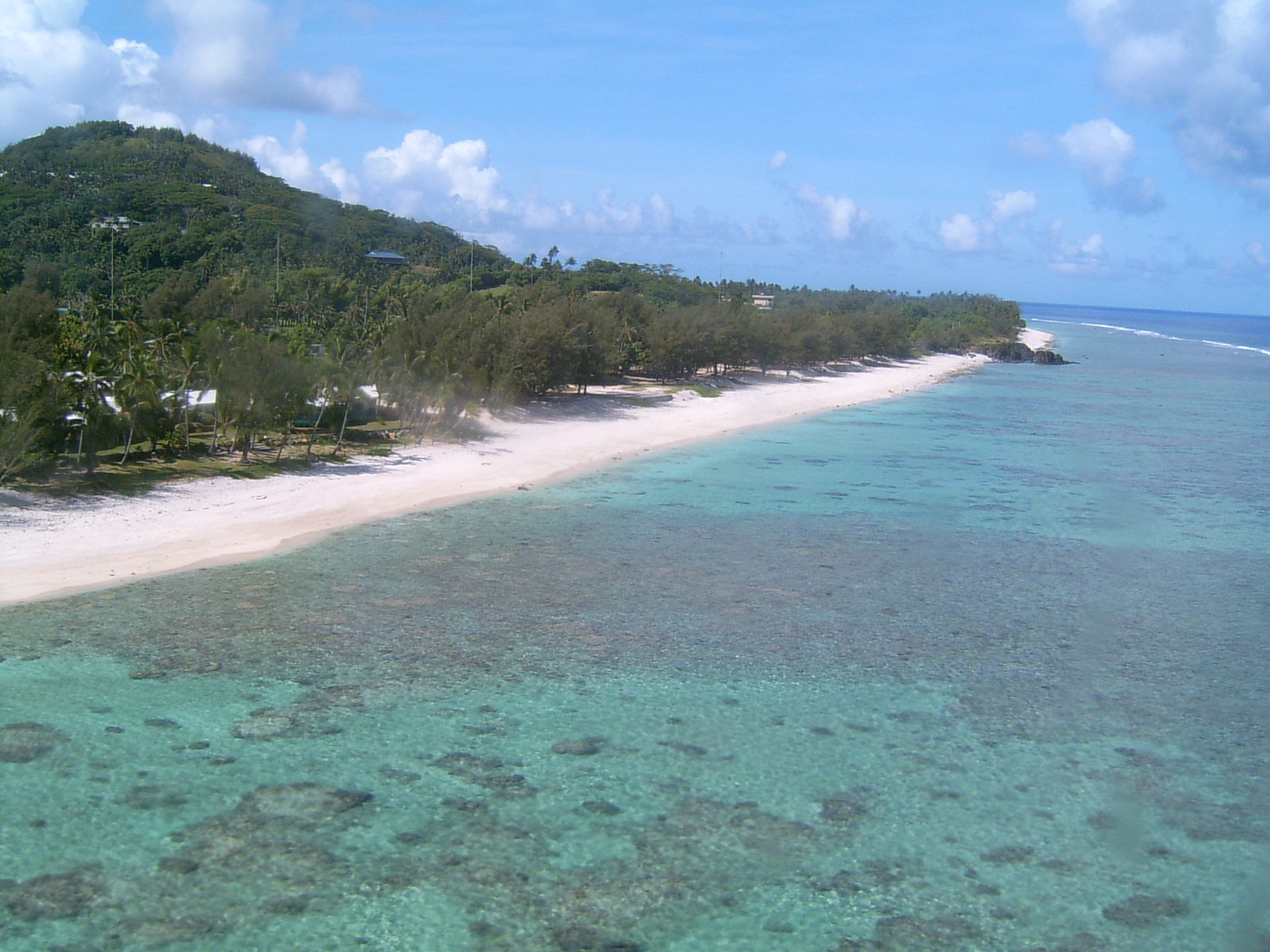
Blackrock (Tuoro)
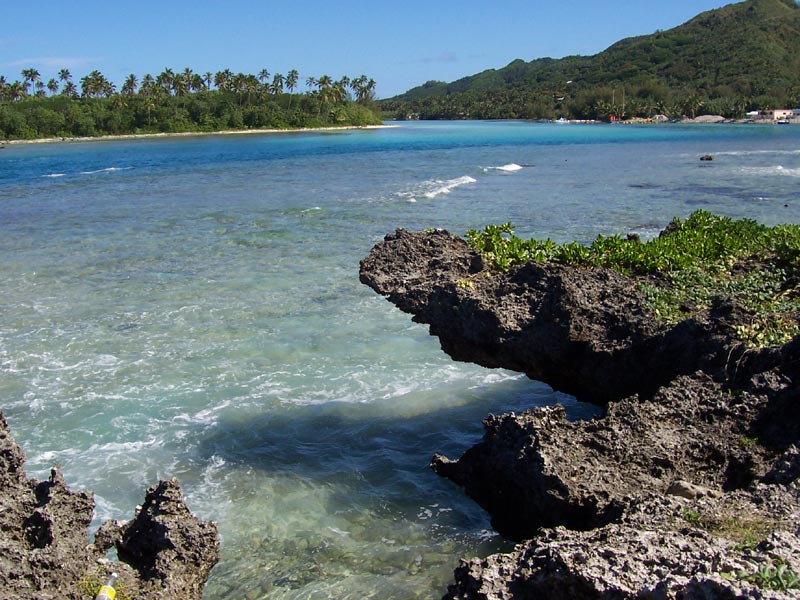
Plage sur Rarotonga

### Aitutaki

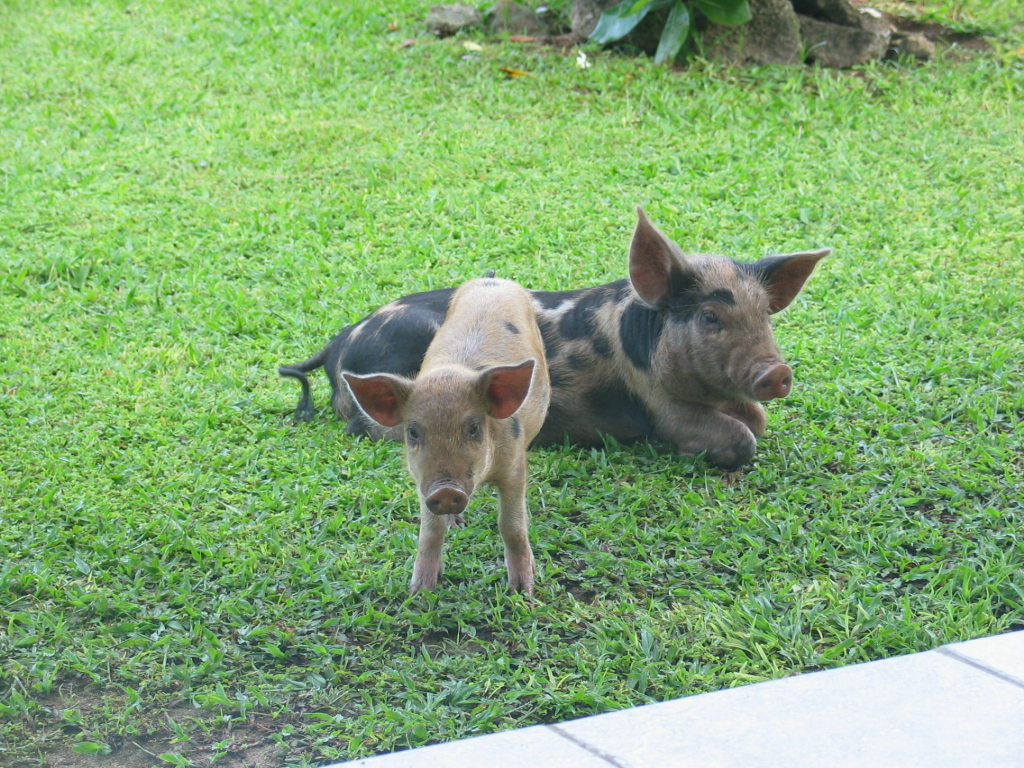
Puaka (cochons).
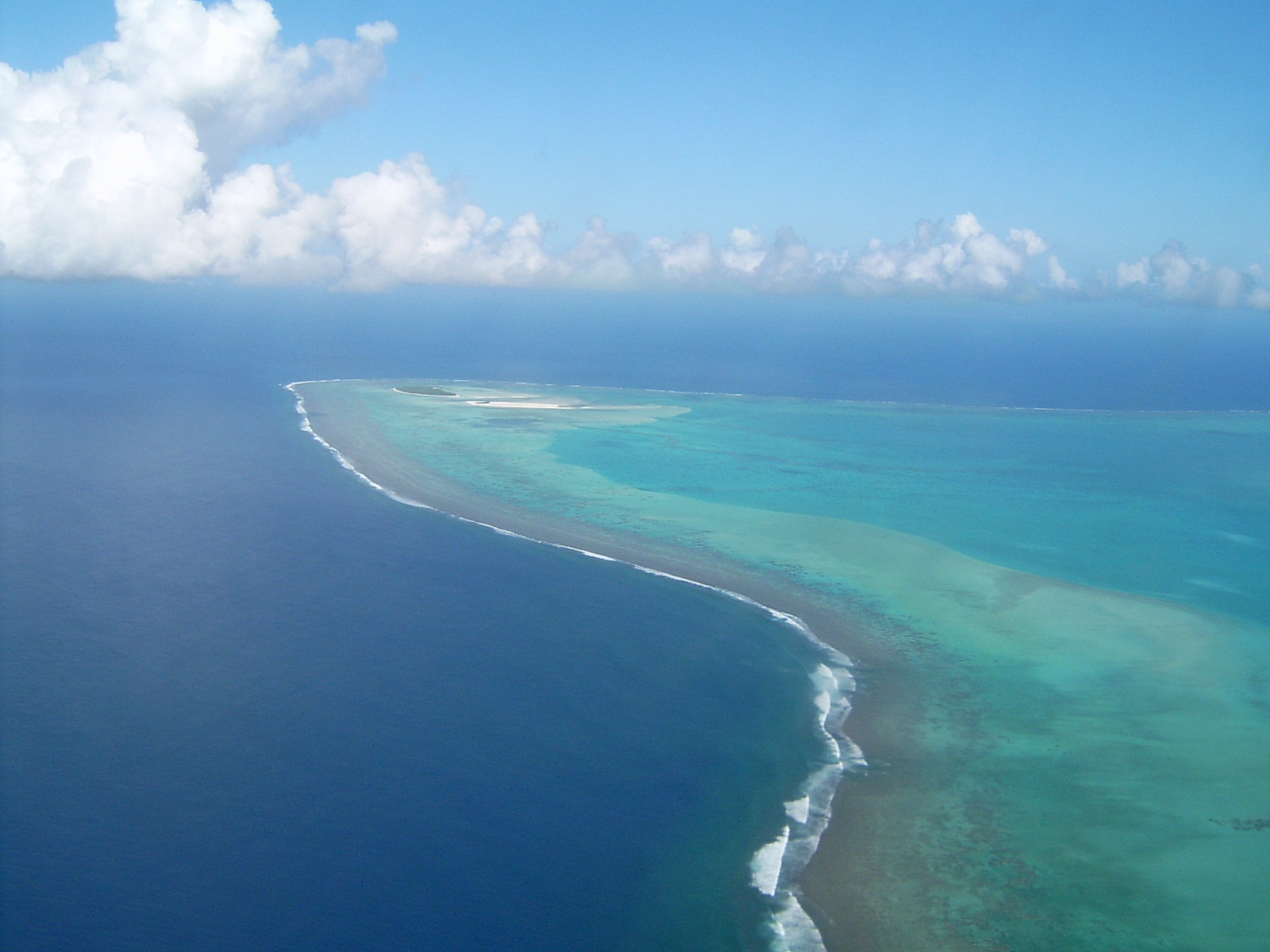
Motu Maina.
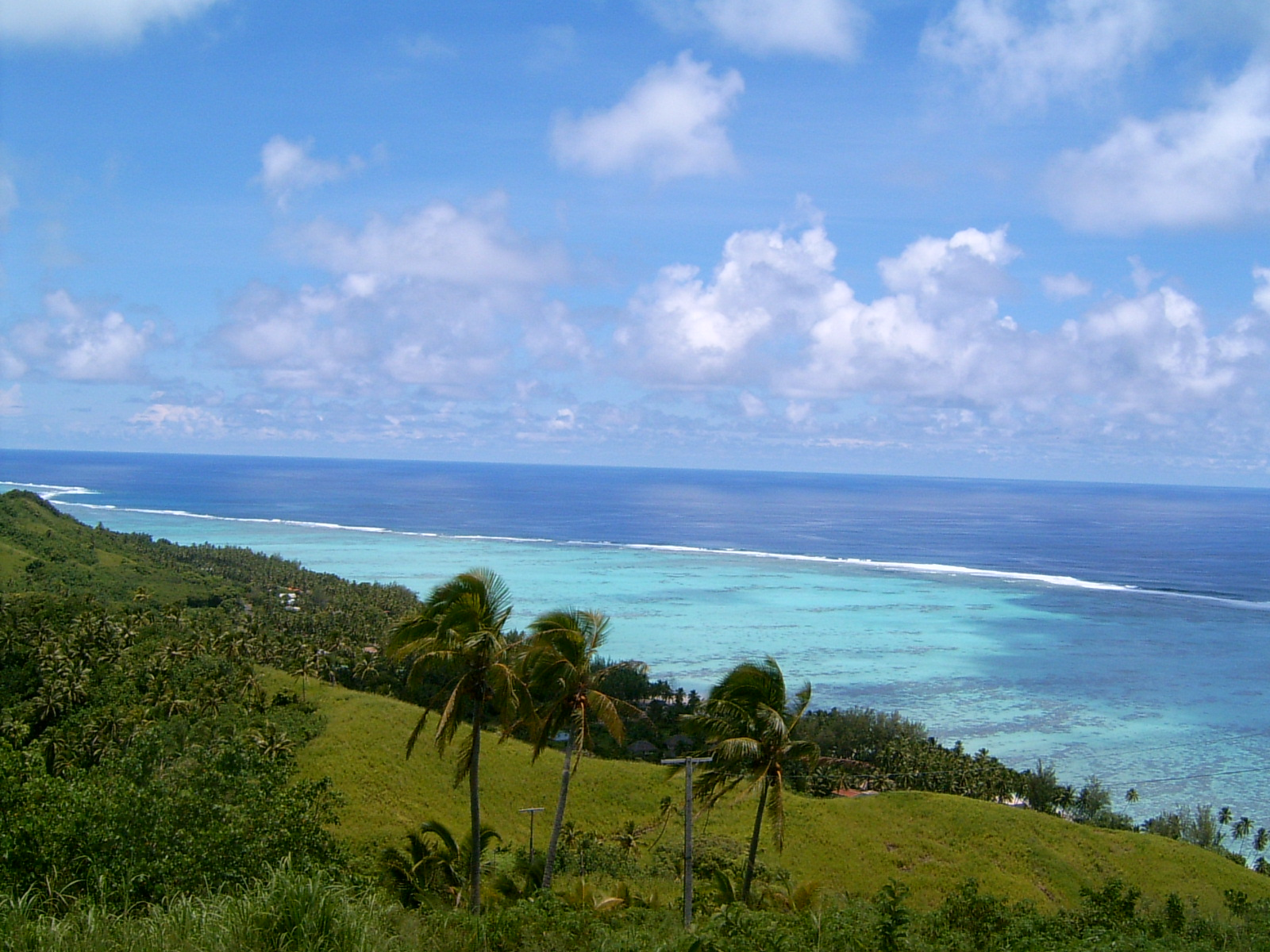
Aitutaki vue de Maungapu.

### Atiu

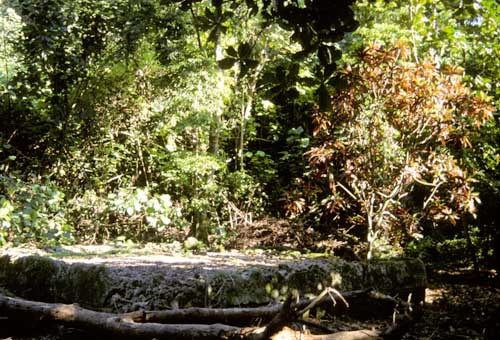
Marae sur Atiu.
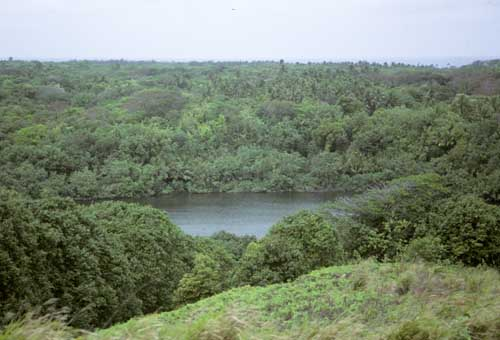
Lac Tiriroto.
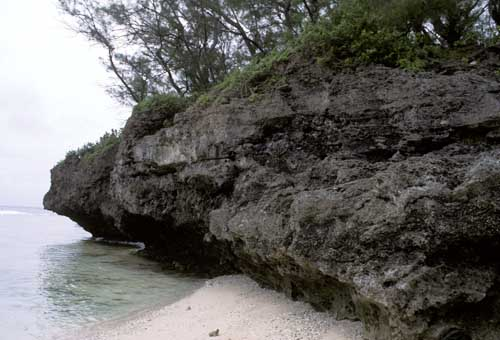
Lieu de débarquement de James Cook en 1777.

### Suwarrow

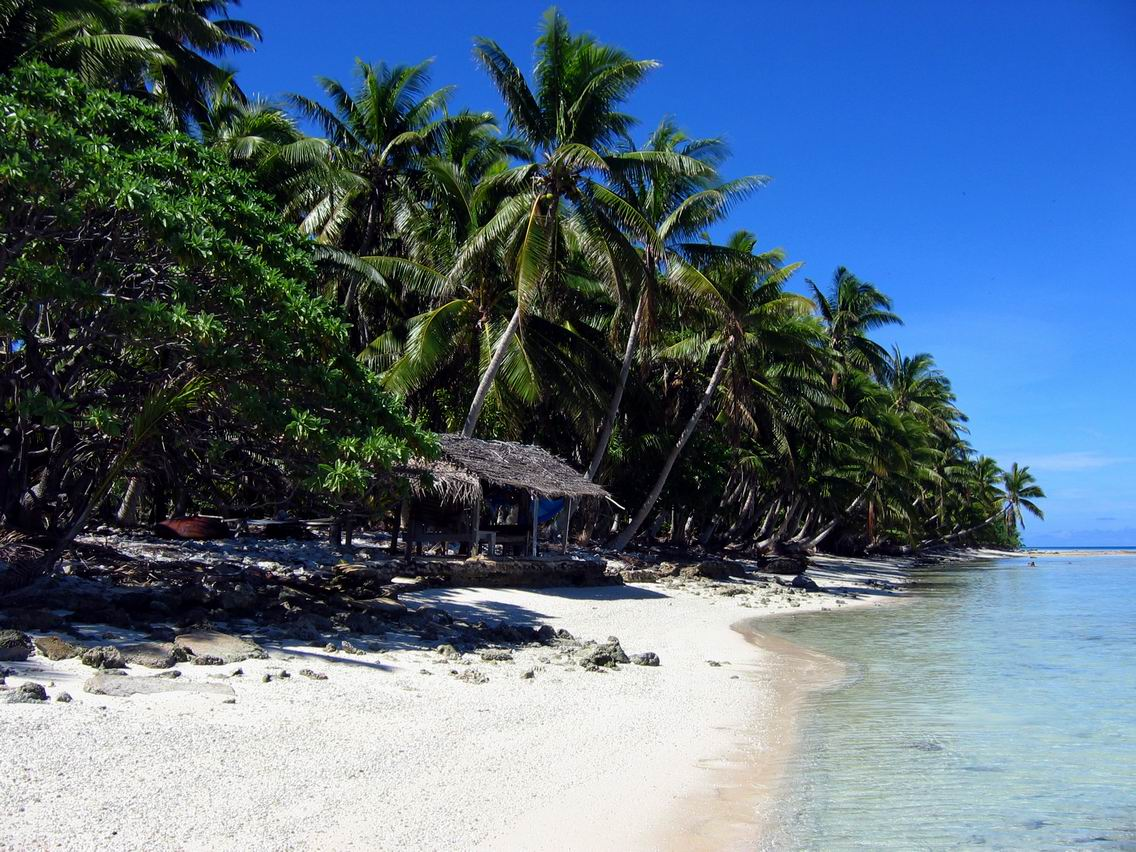
îlot Anchorage, atoll de Suwarrow.

### Penrhyn

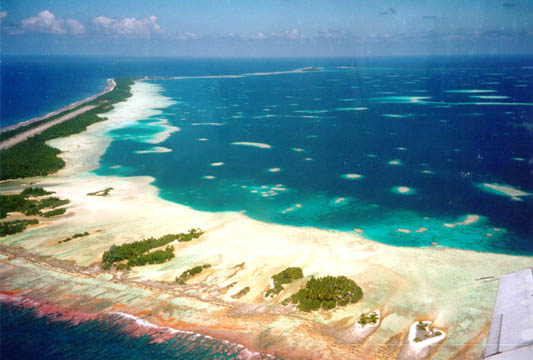
Vue aérienne sur le lagon.